# Amblyglyphidodon orbicularis
Amblyglyphidodon orbicularis är en fiskart som först beskrevs av Jacques Bernard Hombron och Jacquinot, 1853.  Amblyglyphidodon orbicularis ingår i släktet Amblyglyphidodon och familjen Pomacentridae. Inga underarter finns listade i Catalogue of Life.